# سيادة سيبرانية
السيادة السيبرانية عبارة تُستخدم في مجال حوكمة الإنترنت لوصف رغبة الحكومات في ممارسة السيطرة على الإنترنت داخل الحدود الوطنية التابعة لهذه الحكومات، ويتضمن ذلك النشاطات السياسية والاقتصادية والثقافية والتقنية. يشير بروس شاينر، الخبير الأمريكي في مجال الأمن المعلوماتي، في كتابه «البيانات وغولاياث»، إلى أن حركة السيادة السيبرانية في بلدان مثل روسيا والصين والسعودية تلقت دفعة ضخمة بعد كشف التنصت العالمي الذي تمارسه وكالة الأمن القومي الأمريكية، وهو ما استخدمته هذه البلدان لإعطاء تبرير لنشاطاتهم الخاصة وللتدليل على نفاق الولايات المتحدة فيما يتعلق بشؤون الحريات على الإنترنت.